# Анна Бентгайм-Текленбурзька
Анна Бентгайм-Текленбурзька (нім. Anna von Bentheim-Tecklenburg; 4 січня 1579 — 9 грудня 1624) — німецька графиня з дому Бентгаймів, донька графа Бентгайму, Текленбургу та Штайнфурту Арнольда III та графині Лімбургу Магдалени Ноєнар-Альпенської, дружина князя Ангальт-Бернбургу Крістіана I.
Засновниця «Шляхетної Академії Щирості» (1617).

## Біографія
Народилась 4 січня 1579 року у Текленбурзі. Була четвертою дитиною та першою донькою в родині графа Бентгайму, Текленбургу та Штайнфурту Арнольда III та Магдалени Ноєнар-Альпенської. Мала старших братів Ебервіна Віріха та Адольфа. Ще один брат помер немовлям до її народження. Згодом сімейство поповнилося сімома молодшими дітьми.
Подружнє життя батьків було щасливим. Обоє сповідували реформатську віру і сприяли її поширенню на своїх землях. Тримали двір, почергово, у Бентгаймі, Штайнфурті, а наприкінці життя — головним чином у Текленбурзі.
Анна у 16-річному віці була видана заміж за 27-річного ангальтського принца Крістіана, щойно призначеного губернатором Верхнього Пфальцу. Весілля відбулося 2 липня 1595 у Лорбаху поблизу Бюдінгена. Наречений був відомий своєю хоробрістю, отримав добру освіту і мав видатний дипломатичний хист. До одруження брав участь у кампаніях Генріха Наваррського та здобув його прихильність.

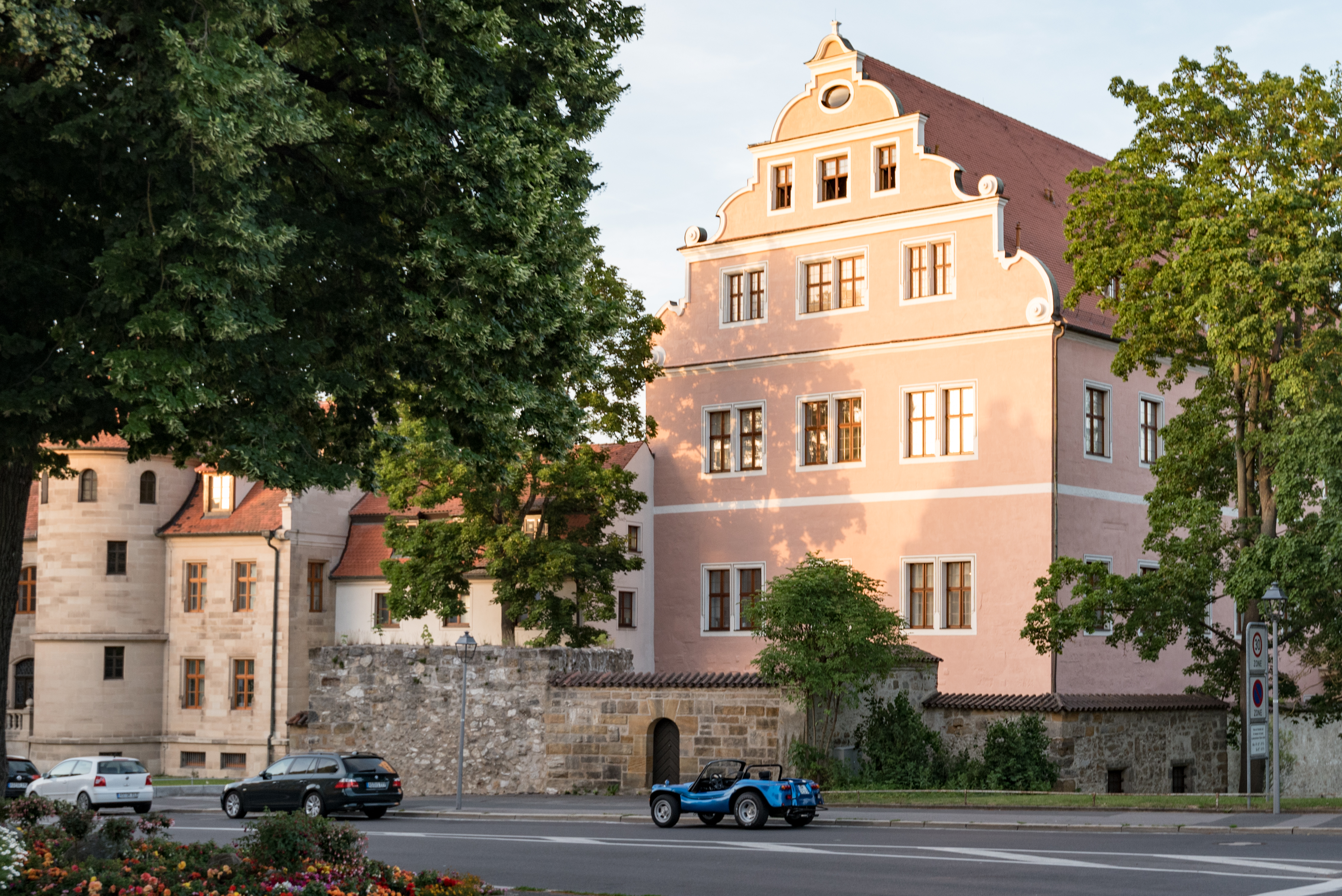
Губернаторська резиденція в Амберзі

Оселилась пара у Амберзі. Їхній шлюб став взірцевим для того часу. Із чоловіком Анна поділяла любов до французької та італійської мов, якими обоє добре володіли. Жінка мала також неабиякі знання у фармації, як і її бабуся.
За десять місяців народила первістка, який помер у той же день. Всього у подружжя було шістнадцятеро дітей.
У 1603 році Крістіан із братами поділив ангальтські землі, в результаті чого отримав Бернбург із прилеглими територіями, відродивши князівство Ангальт-Бернбург. Втім, фактично, землями керував його судовий виконавець Курт фон Берстель, з яким правитель активно листувався з Амбергу.
У 1617 році Анна заснувала «Noble Académie des Loyales» — «Шляхетну Академію Щирості», яка була жіночим аналогом «Плодоносного Товариства», і покровительствувала їй надалі. Крім основної діяльності, шляхетні жінки збирали кошти «на користь бідних дітей, аби ті могли чомусь навчитися».
В ході богемського повстання, яке переросло у Тридцятилітню війну, чоловік Анни очолив протестантське військо. Після поразки у Битві на Білій Горі у листопаді 1620 року і вигнання імператором у січні 1621 року, він виїхав до Штаде, згодом — до Швеції, і, зрештою, у квітні 1622 року знайшов притулок у короля Данії Крістіан IV, який дозволив йому жити із родиною у Фленсбурзі.
Після отриманого на початку 1624 року імператорського помилування, сімейство оселилося у Бернбурзі, відійшовши від суспільного життя. Анна померла у Бернбурзі 9 грудня 1624 року. Була похована у крипті місцевої замкової церкви Святого Егідія. Наразі місце її останнього спочинку знаходиться на другому рівні крипти.

## Родина

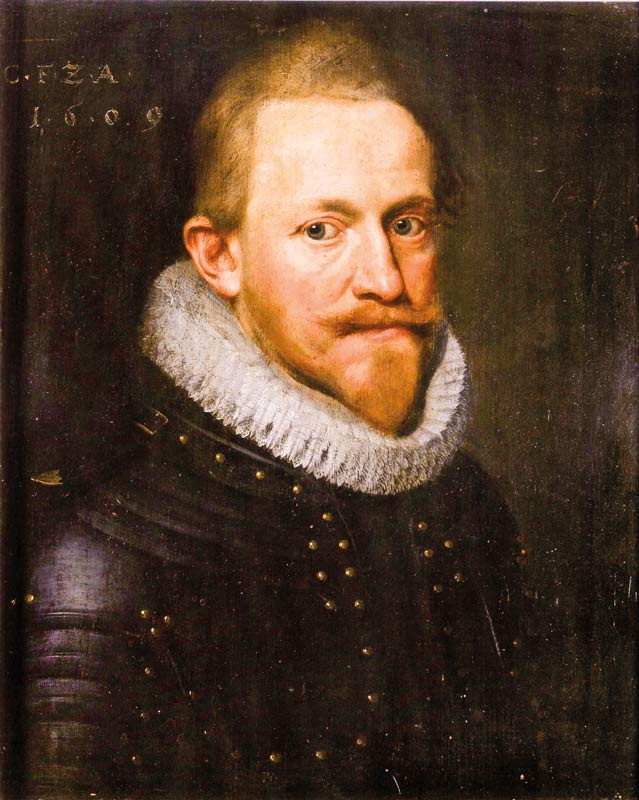
Портрет Крістіана Ангальтського, 1609

Чоловік — Крістіан Ангальтський
Діти:
- Фрідріх Крістіан (нар. та пом. 2 травня 1596) — помер після народження;
- Амалія Юліана (1597—1605) — прожила 8 років;
- Крістіан (1599—1656) — наступний князь Ангальт-Бернбургу у 1630—1656 роках, був одруженим з принцесою Елеонорою Софією Шлезвіг-Гольштейн-Зондербурзькою, мав п'ятнадцятеро дітей;
- Елеонора Марія (1600—1657) — дружина герцога Мекленбург-Ґюстрова та соправителя Мекленбургу Йоганна Альбрехта II, мала п'ятеро дітей;
- донька (нар. та пом. травень 1601) — померла немовлям;
- Сибілла Єлизавета (1602—1648) — одружена не була, дітей не мала;
- Анна Магдалена (1603—1611) — прожила 8 років;
- Анна Софія (1604—1640) — одружена не була, дітей не мала;
- Луїза Амалія (1606—1635) — одружена не була, дітей не мала;
- Ернст (1608—1632) — полковник саксонського війська, одруженим не був, дітей не мав;
- Амена Юліана (1609—1628) — одружена не була, дітей не мала;
- Агнеса Магдалена (1612—1629) — одружена не була, дітей не мала;
- Фрідріх (1613—1670) — князь Ангальт-Гарцгероде у 1635—1670 роках, був двічі одруженим, мав трьох дітей від першого шлюбу;[8]
- Софія Маргарита (1615—1673) — дружина князя Ангальт-Дессау Йоганна Казимира, дітей не мала;
- Доротея Матильда (1617—1656) — одружена не була, дітей не мала;
- Фрідріх Людвіг (1619—1621) — прожив півтора роки.